# Árvore da chuva
Árvore da chuva também conhecida como chorona (Samanea saman (Jacq.) Merr.; Fabaceae - Mimosoideae) é uma árvore de grande porte comum na região amazônica e no pantanal mato-grossense.
Árvore majestosa e de porte elegante, devido à singularidade das pregas mostradas pelo tronco robusto com 80 centímetros ou mais de diâmetro na altura do peito, já fora observada pelo explorador Alexander Von Humboldt em janeiro do ano de 1800 na Venezuela. É contemplada com mais frequência no pantanal mato-grossense, no nordeste mineiro e na Amazônia Ocidental, onde suas vagens doces são nutritivas e saboreadas pelo gado e pelos porcos. além disto é aproveitada em vários países, como Uganda, Madagascar e Indonésia para o sombreamento dos rebanhos e da cultura do café, do cacau e nas plantações novas da noz-moscada e da teca. Por causa de sua privilegiada envergadura é uma espécie cuja silhueta se destaca em áreas grandes, entretanto não deve ser usada  perto das edificações ou calçadas, devido a seu poderoso sistema radicular. É uma notável hospedeira de plantas epífitas, como samambaias, orquídeas, ripsalis, etc.

## Sinonímia
Rain tree, Saman, Samaan, Algarrobo, Monkey pod (Hawaii); French tamarind, Guango (Jamaica).
Sinonímia botânica: Mimosa saman Jacq.; Pithecellobium saman (Jacq.) Benth.; Enterolobium saman (Jacq.) Prain.; Inga saman Willd.; Calliandra saman Greseb.